# Fruchtsauger (Behältnis)
Ein Fruchtsauger oder Obstsauger ist ein „Saugbehältnis“ für Babys und Kleinkinder, der das Saugen an eingelegten Obststückchen ermöglicht und zugleich die Gefahr des Verschluckens von (Teil-)Stücken des Obstes verhindert.
Fruchtsauger bestehen aus einem kleinen Handgriff mit einem schnullerähnlichen „Nuckelaufsatz“ – einem abnehmbaren ringförmigen Aufsatzteil mit einem netzartig ausgebildeten Saugbehältnis. Der Handgriff ist rutschsicher beschichtet und wird wie das Aufsatzteil aus BPA-freiem und Schadstoff-geprüftem Polypropylen hergestellt, das Netz des Saugbehältnisses wird aus Nylon gefertigt. Alternativ gibt es auch Handgriffausbildungen in Form eines ovalen oder runden, teils auch offenen „Griffrings“. Der Saugaufsatz wird auf dem Handgriffunterteil mit einem speziellen Drehverschluss befestigt, der von Kindern nicht geöffnet werden kann. Fruchtsauger werden in verschiedenen Farben oder teils auch zweifarbigen Farbkombinationen der Polypropylen-Teile angeboten, das Nylonnetz ist meistens weißfarbig.
Das Aufsatzteil wird zum Befüllen abgenommen und in das Netz werden kleingeschnittene Stücke von frischem oder tiefgefrorenem Obst wie Äpfel, Birnen etc. eingelegt; es kann auch geeignetes Gemüse verwendet werden. Kinder können so an ganzen Stücken ohne Erstickungsgefahr saugen. Fruchtsauger sind nach verschiedenen Herstellerangaben als Hilfsmittel für erste eigene Essversuche ab sechs bzw. zehn Monaten Lebensalter geeignet.